# Russischer Fußballpokal 2011/12
Der Russische Fußballpokal 2011/12 war die 20. Austragung des russischen Pokalwettbewerbs der Männer. Pokalsieger wurde Rubin Kasan. Das Team setzte sich im Finale am 9. Mai 2012 im Zentralstadion von Jekaterinburg gegen Dynamo Moskau durch. Titelverteidiger ZSKA Moskau war in der Runde der letzten 32 gegen Wolgar-Gasprom Astrachan ausgeschieden.

## Modus
Bis zur dritten Runde nahmen 75 Mannschaften von der 2. Division 2011/12 und drei Teams aus dem Amateurbereich teil. Dabei traten die insgesamt 78 Vereine in fünf Zonen (West, Zentrum, Süd, Ural-Powolschje und Ost) an. Ab der vierten Runde stiegen dann die 20 Zweitligisten, ab der fünften Runde die 16 Erstligisten ein.
Das erste Spiel wurde im April ausgetragen, das Finale im darauffolgenden Jahr im Mai, sodass sich der Pokalwettbewerb über 12 ½ Monate erstreckte. Alle Begegnungen wurden in einem Spiel ausgetragen. Bei unentschiedenem Ausgang wurde zur Ermittlung des Siegers eine Verlängerung gespielt. Stand danach kein Sieger fest, folgte ein Elfmeterschießen. Der Pokalsieger qualifizierte sich für die Europa League.

## Teilnehmende Teams
| Premjer-Liga (16) | Premjer-Liga (16) | Perwenstwo FNL (20) | Perwenstwo FNL (20) |
| --- | --- | --- | --- |
| - Dynamo Moskau - Lokomotive Moskau - Spartak Moskau - ZSKA Moskau - Amkar Perm - Anschi Machatschkala - FK Krasnodar - Krylja Sowetow Samara | - Kuban Krasnodar - FK Rostow - Rubin Kasan - Spartak Naltschik - Terek Grosny - Tom Tomsk - Wolga Nischni Nowgorod - Zenit St. Petersburg | - Alanija Wladikawkas - Baltika Kaliningrad - FK Chimki - Dynamo Brjansk - Fakel Woronesch - Gasowik Orenburg - FK Jenissei Krasnojarsk - KAMAS Nabereschnyje Tschelny - Lutsch-Energija Wladiwostok - Mordowija Saransk | - FK Nischni Nowgorod - Schemtschuschina Sotschi - Schinnik Jaroslawl - SKA-Energija Chabarowsk - FK Sibir Nowosibirsk - Torpedo Moskau - Torpedo Wladimir - Tschernomorez Noworossijsk - Ural Jekaterinburg - Wolgar-Gasprom Astrachan                                                                                                |
| Perwenstwo PFL (75)0000000000 | | | |
| - Akademija Toljatti - Alanija Wladikawkas (Reserve) - Amur-2010 Blagoweschtschensk - Anguscht Nasran - FK Astrachan - Awangard Kursk - FK FAJuR Beslan - FK Biolog-Nowokubansk - Chimik Dserschinsk - Dagdisel Kaspijsk - Dnjepr Smolensk - Druschba Maikop - Dynamo Barnaul - Dynamo Kirow - Dynamo Kostroma - Dynamo Stawropol - Dynamo Wologda - Energija Wolschski - FK Gornjak Utschaly | - FK Gubkin - Irtysch Omsk - FK Istra - Jakutija Jakutsk - FK Kaluga - Karelija Petrosawodsk - Kawkastransgas-2005 Rysdwjany - Kusbass Kemerewo - Lokomotive Liski - Lokomotive-2 Moskau - Maschuk-KMW Pjatigorsk - Metallurg-Kusbass Nowokusnezk - Metallurg Lipezk - Metallurg-Oskol Stary Oskol - MITOS Nowotscherkassk - Mostowik-Primorje Ussurijsk - FK Neftechimik Nischnekamsk - Nosta Nowotroizk - FK Oktan Perm | - Olympia Gelendschik - Petrotrest St. Petersburg - FK Podolje - FK Pskow-747 - Radian-Baikal Irkutsk - Rotor Wolgograd - Rubin-2 Kasan - Rusitschi Orjol - Sachalin Juschno-Sachalinsk - FK Saljut Belgorod - Saturn-2 Moskau - Scheksna Tscherepowez - Sewer Murmansk - Sibirjak Bratsk - FK Sibir-2 Nowosibirsk - FK SKA Rostow - FK Slawjanski - Smena Komsomolsk am Amur - Snamja Truda Orechowo-Sujewo | - PFK Sokol Saratow - Spartak Kostroma - Spartak Tambow - Swesda Rjasan - FK Sysran-2003 - FK Taganrog - Tekstilschtschik Iwanowo - FK Tjumen - Torpedo Armawir - FK Tscheljabinsk - FK Tschita - FK Ufa - FK Witjas Podolsk - Wolga Twer - Wolga Uljanowsk - Wolotschanin-Ratmir Wyschni Wolotschok - FK Zenit-Ischewsk - Zenit Pensa |
| Amateure (3)0000000000 | | | |
| - Chimik Nowomoskowsk | - Kooperator Witschuga | - Stoliza Moskau | |

## Vorrunde
Teilnehmer: 6 Vereine der drittklassigen Perwenstwo PFL.
| Datum               |                                    | Ergebnis              |                        |
| ------------------- | ---------------------------------- | --------------------- | ---------------------- |
| 00000000000Zone Süd |                                    |                       |                        |
| 22.04.2011          | FK Biolog-Nowokubansk (III)        | 5:1                   | FK Taganrog (III)      |
| 22.04.2011          | Olympia Gelendschik (III)          | 2:2 n. V. (2:1 i. E.) | FK Slawjanski (III)    |
| 00000000000Zone Ost |                                    |                       |                        |
| 30.04.2011          | Amur-2010 Blagoweschtschensk (III) | 4:2 n. V.             | Jakutija Jakutsk (III) |

## 1. Runde
Teilnehmer: Die 3 Sieger der Vorrunde, 48 weitere Vereine der Perwenstwo PFL, sowie 3 Amateurvereine.
| Datum                           |                                              | Ergebnis              |                                     |
| ------------------------------- | -------------------------------------------- | --------------------- | ----------------------------------- |
| 00000000000Zone Ural-Powolschje |                                              |                       |                                     |
| 20.04.2011                      | Rubin-2 Kasan (III)                          | 0:1                   | FK Neftechimik Nischnekamsk (III)   |
| 20.04.2011                      | Chimik Dserschinsk (III)                     | 3:0                   | Dynamo Kirow (III)                  |
| 20.04.2011                      | Akademija Toljatti (III)                     | 2:3 n. V.             | Wolga Uljanowsk (III)               |
| 20.04.2011                      | FK Tscheljabinsk (III)                       | 3:0                   | Nosta Nowotroizk (III)              |
| 20.04.2011                      | FK Oktan Perm (III)                          | 1:0                   | FK Zenit-Ischewsk (III)             |
| 20.04.2011                      | FK Sysran-2003 (III)                         | 0:0 n. V. (4:3 i. E.) | FK Ufa (III)                        |
| 00000000000Zone Zentrum         |                                              |                       |                                     |
| 22.04.2011                      | FK Podolje (III)                             | 0:0 n. V. (3:5 i. E.) | FK Kaluga (III)                     |
| 22.04.2011                      | Rusitschi Orjol (III)                        | 4:2 n. V.             | Chimik Nowomoskowsk (IV)            |
| 22.04.2011                      | Lokomotive Liski (III)                       | 1:0                   | Spartak Tambow (III)                |
| 00000000000Zone West            |                                              |                       |                                     |
| 26.04.2011                      | Spartak Kostroma (III)                       | 2:1                   | Dynamo Kostroma (III)               |
| 26.04.2011                      | Wolotschanin-Ratmir Wyschni Wolotschok (III) | 0:2                   | Wolga Twer (III)                    |
| 26.04.2011                      | Snamja Truda Orechowo-Sujewo (III)           | 0:1                   | Saturn-2 Moskau (III)               |
| 26.04.2011                      | Tekstilschtschik Iwanowo (III)               | 4:1                   | Kooperator Witschuga (IV)           |
| 26.04.2011                      | Sewer Murmansk (III)                         | 3:0                   | Karelija Petrosawodsk (III)         |
| 26.04.2011                      | Dnjepr Smolensk (III)                        | 2:0                   | Stoliza Moskau (IV)                 |
| 00000000000Zone Süd             |                                              |                       |                                     |
| 08.05.2011                      | Alanija Wladikawkas (Reserve) (III)          | 0:2                   | FK FAJuR Beslan (III)               |
| 08.05.2011                      | FK SKA Rostow (III)                          | 2:1 n. V.             | MITOS Nowotscherkassk (III)         |
| 08.05.2011                      | FK Astrachan (III)                           | 3:2                   | Kawkastransgas-2005 Rysdwjany (III) |
| 08.05.2011                      | Dagdisel Kaspijsk (III)                      | 1:0                   | Anguscht Nasran (III)               |
| 08.05.2011                      | Rotor Wolgograd (III)                        | 1:0                   | Energija Wolschski (III)            |
| 08.05.2011                      | Maschuk-KMW Pjatigorsk (III)                 | 1:4                   | Dynamo Stawropol (III)              |
| 08.05.2011                      | Torpedo Armawir (III)                        | 2:0                   | Olympia Gelendschik (III)           |
| 08.05.2011                      | Druschba Maikop (III)                        | 1:4                   | FK Biolog-Nowokubansk (III)         |
| 00000000000Zone Ost             |                                              |                       |                                     |
| 11.05.2011                      | Smena Komsomolsk am Amur (III)               | 3:0                   | Amur-2010 Blagoweschtschensk (III)  |
| 11.05.2011                      | FK Sibir-2 Nowosibirsk (III)                 | 2:1 n. V.             | Sibirjak Bratsk (III)               |
| 11.05.2011                      | Mostowik-Primorje Ussurijsk (III)            | 1:0                   | Sachalin Juschno-Sachalinsk (III)   |
| 11.05.2011                      | Metallurg-Kusbass Nowokusnezk (III)          | 2:1                   | Kusbass Kemerewo (III)              |

## 2. Runde
Teilnehmer: Die 27 Sieger der ersten Runde und 21 weitere Vereine der Perwenstwo PFL.
| Datum                           |                                   | Ergebnis              |                                     |
| ------------------------------- | --------------------------------- | --------------------- | ----------------------------------- |
| 00000000000Zone Ural-Powolschje |                                   |                       |                                     |
| 10.05.2011                      | FK Neftechimik Nischnekamsk (III) | 1:0                   | FK Oktan Perm (III)                 |
| 10.05.2011                      | FK Tjumen (III)                   | 2:2 n. V. (3:4 i. E.) | FK Tscheljabinsk (III)              |
| 10.05.2011                      | Wolga Uljanowsk (III)             | 2:2 n. V. (5:4 i. E.) | Chimik Dserschinsk (III)            |
| 10.05.2011                      | FK Gornjak Utschaly (III)         | 3:2                   | FK Sysran-2003 (III)                |
| 00000000000Zone Zentrum         |                                   |                       |                                     |
| 12.05.2011                      | Swesda Rjasan (III)               | 0:1                   | Rusitschi Orjol (III)               |
| 12.05.2011                      | Metallurg-Oskol Stary Oskol (III) | 2:1                   | FK Gubkin (III)                     |
| 12.05.2011                      | Metallurg Lipezk (III)            | 4:0                   | Lokomotive Liski (III)              |
| 12.05.2011                      | FK Saljut Belgorod (III)          | 1:3                   | Awangard Kursk (III)                |
| 12.05.2011                      | FK Kaluga (III)                   | 1:1 n. V. (4:5 i. E.) | FK Witjas Podolsk (III)             |
| 12.05.2011                      | PFK Sokol Saratow (III)           | 0:0 n. V. (4:5 i. E.) | Zenit Pensa (III)                   |
| 00000000000Zone West            |                                   |                       |                                     |
| 17.05.2011                      | Wolga Twer (III)                  | 0:0 n. V. (5:4 i. E.) | FK Pskow-747 (III)                  |
| 17.05.2011                      | Scheksna Tscherepowez (III)       | 0:0 n. V. (4:5 i. E.) | Tekstilschtschik Iwanowo (III)      |
| 17.05.2011                      | Lokomotive-2 Moskau (III)         | 1:1 n. V. (4:2 i. E.) | Dnjepr Smolensk (III)               |
| 17.05.2011                      | Dynamo Wologda (III)              | 1:3                   | Spartak Kostroma (III)              |
| 17.05.2011                      | Petrotrest St. Petersburg (III)   | 0:1                   | Sewer Murmansk (III)                |
| 17.05.2011                      | Saturn-2 Moskau (III)             | 0:0 n. V. (5:6 i. E.) | FK Istra (III)                      |
| 00000000000Zone Ost             |                                   |                       |                                     |
| 22.05.2011                      | Irtysch Omsk (III)                | 1:0 n. V.             | FK Sibir-2 Nowosibirsk (III)        |
| 22.05.2011                      | Radian-Baikal Irkutsk (III)       | 3:1                   | FK Tschita (III)                    |
| 22.05.2011                      | Mostowik-Primorje Ussurijsk (III) | 1:1 n. V. (2:4 i. E.) | Smena Komsomolsk am Amur (III)      |
| 22.05.2011                      | Dynamo Barnaul (III)              | 2:3                   | Metallurg-Kusbass Nowokusnezk (III) |
| 00000000000Zone Süd             |                                   |                       |                                     |
| 23.05.2011                      | FK FAJuR Beslan (III)             | 2:0                   | Dagdisel Kaspijsk (III)             |
| 23.05.2011                      | FK Biolog-Nowokubansk (III)       | 0:1                   | Torpedo Armawir (III)               |
| 23.05.2011                      | FK SKA Rostow (III)               | 0:1                   | Rotor Wolgograd (III)               |
| 23.05.2011                      | Dynamo Stawropol (III)            | 1:2                   | FK Astrachan (III)                  |

## 3. Runde
Teilnehmer: Die 24 Sieger der zweiten Runde.
| Datum                           |                                     | Ergebnis |                                   |
| ------------------------------- | ----------------------------------- | -------- | --------------------------------- |
| 00000000000Zone Ural-Powolschje |                                     |          |                                   |
| 04.06.2011                      | Wolga Uljanowsk (III)               | 1:0      | FK Neftechimik Nischnekamsk (III) |
| 04.06.2011                      | FK Tscheljabinsk (III)              | 3:0      | FK Gornjak Utschaly (III)         |
| 00000000000Zone Ost             |                                     |          |                                   |
| 04.06.2011                      | Metallurg-Kusbass Nowokusnezk (III) | 3:0      | Irtysch Omsk (II)                 |
| 04.06.2011                      | Smena Komsomolsk am Amur (III)      | 0:1      | Radian-Baikal Irkutsk (III)       |
| 00000000000Zone West            |                                     |          |                                   |
| 07.06.2011                      | Spartak Kostroma (III)              | 0:2      | Tekstilschtschik Iwanowo (III)    |
| 07.06.2011                      | Wolga Twer (III)                    | 4:0      | Sewer Murmansk (III)              |
| 07.06.2011                      | FK Istra (III)                      | 1:0      | Lokomotive-2 Moskau (III)         |
| 00000000000Zone Zentrum         |                                     |          |                                   |
| 07.06.2011                      | Zenit Pensa (III)                   | 1:2      | Rusitschi Orjol (III)             |
| 07.06.2011                      | Awangard Kursk (III)                | 1:2      | Metallurg-Oskol Stary Oskol (III) |
| 07.06.2011                      | FK Witjas Podolsk (III)             | 2:1      | Metallurg Lipezk (III)            |
| 00000000000Zone Süd             |                                     |          |                                   |
| 16.06.2011                      | Torpedo Armawir (III)               | 2:1      | Rotor Wolgograd (III)             |
| 16.06.2011                      | FK Astrachan (III)                  | 2:3      | FK FAJuR Beslan (III)             |

## 4. Runde
Teilnehmer: Die 12 Sieger der dritten Runde und die 20 Vereine der Perwenstwo FNL. Unterklassige Teams hatten Heimrecht.
| Datum      |                                     | Ergebnis              |                                  |
| ---------- | ----------------------------------- | --------------------- | -------------------------------- |
| 04.07.2011 | Wolga Uljanowsk (III)               | 1:1 n. V. (8:7 i. E.) | Gasowik Orenburg (II)            |
| 04.07.2011 | Metallurg-Kusbass Nowokusnezk (III) | 2:0                   | FK Tscheljabinsk (III)           |
| 04.07.2011 | KAMAS Nabereschnyje Tschelny (II)   | 1:2                   | Mordowija Saransk (II)           |
| 04.07.2011 | Torpedo Armawir (III)               | 3:4                   | Schemtschuschina Sotschi (II)    |
| 04.07.2011 | Tekstilschtschik Iwanowo (III)      | 0:1                   | FK Nischni Nowgorod (II)         |
| 04.07.2011 | Schinnik Jaroslawl (II)             | 2:1                   | Baltika Kaliningrad (II)         |
| 04.07.2011 | Rusitschi Orjol (III)               | 1:3                   | Torpedo Wladimir (II)            |
| 04.07.2011 | FK Jenissei Krasnojarsk (II)        | 1:0                   | SKA-Energija Chabarowsk (II)     |
| 04.07.2011 | FK Witjas Podolsk (III)             | 0:2                   | FK Chimki (II)                   |
| 04.07.2011 | FK Sibir Nowosibirsk (II)           | 0:1 n. V.             | Ural Jekaterinburg (II)          |
| 04.07.2011 | Radian-Baikal Irkutsk (III)         | 1:2                   | Lutsch-Energija Wladiwostok (II) |
| 04.07.2011 | Metallurg-Oskol Stary Oskol (III)   | 1:1 n. V. (5:4 i. E.) | Tschernomorez Noworossijsk (II)  |
| 04.07.2011 | FK Istra (III)                      | 2:1                   | Wolga Twer (III)                 |
| 04.07.2011 | Dynamo Brjansk (II)                 | 2:0                   | Torpedo Moskau (II)              |
| 04.07.2011 | Alanija Wladikawkas (II)            | 0:1                   | Wolgar-Gasprom Astrachan (II)    |
| 05.07.2011 | FK FAJuR Beslan (III)               | 1:2                   | Fakel Woronesch (II)             |

## 5. Runde
Teilnehmer: Die 16 Sieger der vierten Runde, sowie die 16 Erstligisten, die auswärts antraten.
| Datum      |                                     | Ergebnis              |                            |
| ---------- | ----------------------------------- | --------------------- | -------------------------- |
| 17.07.2011 | FK Istra (II)                       | 0:1                   | Spartak Moskau (I)         |
| 17.07.2011 | FK Jenissei Krasnojarsk (II)        | 0:2                   | Lokomotive Moskau (I)      |
| 17.07.2011 | Ural Jekaterinburg (II)             | 0:0 n. V. (5:6 i. E.) | Rubin Kasan (I)            |
| 17.07.2011 | Metallurg-Oskol Stary Oskol (III)   | 0:1                   | Tom Tomsk (I)              |
| 17.07.2011 | Schinnik Jaroslawl (II)             | 0:1                   | Wolga Nischni Nowgorod (I) |
| 17.07.2011 | Mordowija Saransk (II)              | 0:5                   | Dynamo Moskau (I)          |
| 17.07.2011 | FK Chimki (II)                      | 2:3                   | Zenit St. Petersburg (I)   |
| 17.07.2011 | Metallurg-Kusbass Nowokusnezk (III) | 0:1                   | Amkar Perm (I)             |
| 17.07.2011 | Schemtschuschina Sotschi (II)       | 1:2                   | FK Rostow (I)              |
| 17.07.2011 | Wolgar-Gasprom Astrachan (II)       | 1:0                   | ZSKA Moskau (I)            |
| 17.07.2011 | Wolga Uljanowsk (III)               | 0:3                   | Anschi Machatschkala (I)   |
| 17.07.2011 | Torpedo Wladimir (II)               | 3:0                   | Spartak Naltschik (I)      |
| 17.07.2011 | Lutsch-Energija Wladiwostok (II)    | 1:0 n. V.             | Krylja Sowetow Samara (I)  |
| 17.07.2011 | Dynamo Brjansk (II)                 | 3:1 n. V.             | Kuban Krasnodar (I)        |
| 17.07.2011 | FK Nischni Nowgorod (II)            | 0:2                   | Terek Grosny (I)           |
| 17.07.2011 | Fakel Woronesch (II)                | 2:1                   | FK Krasnodar (I)           |

## Achtelfinale
Teilnehmer: Die 16 Sieger der fünften Runde.
| Datum      |                          | Ergebnis              |                                  |
| ---------- | ------------------------ | --------------------- | -------------------------------- |
| 21.09.2011 | Fakel Woronesch (II)     | 2:0                   | Wolgar-Gasprom Astrachan (II)    |
| 21.09.2011 | Terek Grosny (I)         | 2:0                   | Torpedo Wladimir (II)            |
| 21.09.2011 | FK Rostow (I)            | 3:1                   | Tom Tomsk (I)                    |
| 21.09.2011 | Dynamo Moskau (I)        | 1:0 n. V.             | Anschi Machatschkala (I)         |
| 21.09.2011 | Amkar Perm (I)           | 0:2                   | Rubin Kasan (I)                  |
| 21.09.2011 | Lokomotive Moskau (I)    | 1:0                   | Lutsch-Energija Wladiwostok (II) |
| 21.09.2011 | Zenit St. Petersburg (I) | 2:0                   | Dynamo Brjansk (II)              |
| 21.09.2011 | Spartak Moskau (I)       | 1:1 n. V. (5:6 i. E.) | Wolga Nischni Nowgorod (I)       |

## Viertelfinale
| Datum      |                            | Ergebnis              |                       |
| ---------- | -------------------------- | --------------------- | --------------------- |
| 21.03.2012 | Rubin Kasan (I)            | 4:0                   | Lokomotive Moskau (I) |
| 21.03.2012 | Zenit St. Petersburg (I)   | 0:1                   | Dynamo Moskau (I)     |
| 22.03.2012 | Wolga Nischni Nowgorod (I) | 2:1 n. V.             | Terek Grosny (I)      |
| 22.03.2012 | FK Rostow (I)              | 0:0 n. V. (4:3 i. E.) | Fakel Woronesch (II)  |

## Halbfinale
| Datum      |                   | Ergebnis |                            |
| ---------- | ----------------- | -------- | -------------------------- |
| 11.04.2012 | Rubin Kasan (I)   | 2:0      | FK Rostow (I)              |
| 11.04.2012 | Dynamo Moskau (I) | 2:1      | Wolga Nischni Nowgorod (I) |

## Finale
| Paarung        | Dynamo Moskau – Rubin Kasan |
| Ergebnis       | 0:1 (0:0) |
| Datum          | 9. Mai 2012 |
| Stadion        | Zentralstadion, Jekaterinburg |
| Zuschauer      | 26.700 |
| Schiedsrichter | Michail Wilkow |
| Tore           | 0:1 Roman Eremenko (78.) |
| Dynamo Moskau  | Anton Schunin – Ihar Schytau (63. Alexandru Epureanu), Leandro Fernández, Wladimir Granat, Wladimir Rykow – Balázs Dzsudzsák, Zvjezdan Misimović (82. Alexander Kokorin), Alexander Samedow, Igor Semschow – Andrij Woronin , Kevin Kurányi. Cheftrainer: Sergei Silkin |
| Rubin Kasan    | Sergei Ryschikow – Oleg Kusmin, Cristian Ansaldi, César Navas, Roman Scharonow – Alexander Rjasanzew, Roman Eremenko, Gökdeniz Karadeniz (90.+4' Pjotr Bystrow), Bibras Natcho – Nelson Valdez (90. Sergei Dawydow), Wladimir Djadjun. Cheftrainer: Gurban Berdiýew     |
| Gelbe Karten   | Igor Semschow – Roman Scharonow, César Navas, Roman Eremenko |